# Agencia Espacial de Cataluña
La Agencia Espacial de Cataluña (AEC; en catalán: Agència Espacial de Catalunya) es un proyecto aprobado por el Consejo Ejecutivo de la Generalidad de Cataluña el 27 de octubre del año 2020, y que se propuso como objetivo lanzar dos nanosatélites en la primera mitad del año 2021. El proyecto, de una duración inicial de dos años hasta 2023, prevé el lanzamiento de una constelación de hasta seis satélites con una inversión pública de 18 millones de euros durante cuatro años con parte de la cofinanciación proveniente de fondo europeos Feder (Fondos europeos de Desarrollo Regional). El liderazgo del proyecto iría a cargo de la Consejería de Políticas Digitales, el Departamento de Empresa, y el Departamento de Territorio, y se enmarcaría dentro del plan denominado «Estrategia NewSpace de Cataluña» u oficialmente anunciado como «Catalan NewSpace Strategy».
El entonces consejero de Políticas Digitales, Jordi Puigneró, explicó que esta agencia espacial sería la encargada de gestionar toda la estrategia espacial gubernamental, y que el día 27 de octubre de 2020 ya había puesto en marcha un proceso de licitación por los dos primeros satélites. El proyecto en el que colaboraría el Instituto de Estudios Espaciales de Cataluña (IEEC) tendría un presupuesto de 2,5 millones de euros. La previsión de entonces del gobierno catalán era que esta inversión pública podría llegar a crear 1200 puestos de trabajo en los cinco años siguientes, multiplicando por quince la inversión inicial, llegando a facturar unos 280-300 millones de euros en estos cinco años.
El uso de estos nanosatélites sería el de aumentar la cobertura 5G por el Internet de las cosas (IoT), la observación terrestre, servicios propios de la Generalidad, o por ejemplo el control antiincendios y rescate en espacios naturales y zonas aisladas. Tanto el diseño como el lanzamiento de los satélites se licitaría a empresas que posteriormente se encargarían también de desarrollar los servicios de conectividad. Uno de los nanosatélites serviría para «complementar las redes terrestres y, por ejemplo, perfeccionar la cobertura en los parques naturales para controlar los rebaños en alta montaña», declararía el entonces director general de Innovación y Economía Digital, Dani Marco, así como un otro permitiría «monitorizar desde el espacio y en tiempo real grandes desastres naturales como los temporales catastróficos como el Gloria o para analizar la contaminación del aire». También podrían servir para comprobar el estado de los cultivos, mejorar la predicción meteorológica, estudiar las reservas de agua en embalses y pantanos, u observar la contaminación lumínica y sus efectos. Los modelos elegidos pesarían de uno a diez kilogramos y podrían orbitar a una altura de unos 2000 kilómetros con un coste que iría de los 500 mil a los 2 millones de euros; serían de diseño y construcción rápidos en 6-8 meses, teniendo una vida útil de 4 años.